# Việt Nam tại Đại hội Thể thao Đông Nam Á 2023
Việt Nam tham gia Đại hội Thể thao Đông Nam Á 2023 (SEA Games 32) ở Campuchia từ ngày 5 tháng 5 đến ngày 17 tháng 5 năm 2023.

## Tóm tắt huy chương

### Huy chương theo môn thể thao
Bảng tổng sắp huy chương Đại hội Thể thao Đông Nam Á 2023 theo môn thể thao của đoàn thể thao Việt Nam:
| Huy chương theo môn thể thao | Huy chương theo môn thể thao | Huy chương theo môn thể thao | Huy chương theo môn thể thao | Huy chương theo môn thể thao | Huy chương theo môn thể thao | Huy chương theo môn thể thao |
| STT                          | Môn thể thao                 | 1                            | 2                            | 3                            | Tổng số                      | Hạng                         |
| ---------------------------- | ---------------------------- | ---------------------------- | ---------------------------- | ---------------------------- | ---------------------------- | ---------------------------- |
| 1                            | Bi sắt                       | 0                            | 2                            | 5                            | 7                            | 6                            |
| 2                            | Bi-a                         | 2                            | 3                            | 3                            | 8                            | 2                            |
| 3                            | Bóng bàn                     | 1                            | 1                            | 4                            | 6                            | 3                            |
| 4                            | Bóng chuyền                  | 0                            | 1                            | 2                            | 3                            | 3                            |
| 5                            | Bóng đá                      | 1                            | 0                            | 1                            | 2                            | 1                            |
| 6                            | Bóng rổ                      | 1                            | 0                            | 0                            | 1                            | 4                            |
| 7                            | Bơi lội                      | 7                            | 3                            | 7                            | 17                           | 2                            |
| 8                            | Các môn phối hợp             | 1                            | 1                            | 1                            | 3                            | 4                            |
| 9                            | Cầu lông                     | 0                            | 0                            | 0                            | 0                            | —                            |
| 10                           | Cầu mây                      | 1                            | 1                            | 2                            | 4                            | 6                            |
| 11                           | Cờ Ốc                        | 2                            | 1                            | 7                            | 10                           | 2                            |
| 12                           | Cờ tướng                     | 2                            | 2                            | 1                            | 5                            | 1                            |
| 13                           | Cử tạ                        | 4                            | 1                            | 3                            | 8                            | 2                            |
| 14                           | Đấu kiếm                     | 4                            | 3                            | 3                            | 10                           | 2                            |
| 15                           | Điền kinh                    | 12                           | 20                           | 8                            | 40                           | 2                            |
| 16                           | Đua thuyền truyền thống      | 3                            | 1                            | 0                            | 4                            | 3                            |
| 17                           | Golf                         | 1                            | 1                            | 1                            | 3                            | 3                            |
| 18                           | Judo                         | 8                            | 1                            | 1                            | 10                           | 1                            |
| 19                           | Jujutsu                      | 1                            | 2                            | 9                            | 12                           | 4                            |
| 20                           | Karate                       | 6                            | 1                            | 5                            | 12                           | 1                            |
| 21                           | Khiêu vũ thể thao            | 1                            | 1                            | 0                            | 2                            | 1                            |
| 22                           | Kickboxing                   | 4                            | 4                            | 7                            | 15                           | 2                            |
| 23                           | Kun Bokator                  | 6                            | 0                            | 3                            | 9                            | 2                            |
| 24                           | Kun Khmer                    | 5                            | 8                            | 4                            | 17                           | 2                            |
| 25                           | Lặn                          | 14                           | 11                           | 5                            | 30                           | 1                            |
| 26                           | Nhảy cầu                     | 0                            | 1                            | 0                            | 1                            | 3                            |
| 27                           | Pencak silat                 | 4                            | 1                            | 9                            | 14                           | 3                            |
| 28                           | Quần vợt                     | 0                            | 2                            | 3                            | 5                            | 4                            |
| 29                           | Quyền Anh                    | 2                            | 1                            | 3                            | 6                            | 3                            |
| 30                           | Taekwondo                    | 4                            | 5                            | 3                            | 12                           | 3                            |
| 31                           | Thể dục dụng cụ              | 9                            | 2                            | 2                            | 13                           | 1                            |
| 32                           | Thể thao điện tử             | 1                            | 2                            | 4                            | 7                            | 4                            |
| 33                           | Thuyền buồm                  | 0                            | 0                            | 0                            | 0                            | —                            |
| 34                           | Vật                          | 13                           | 4                            | 1                            | 18                           | 1                            |
| 35                           | Vovinam                      | 7                            | 12                           | 1                            | 20                           | 2                            |
| 36                           | Võ gậy                       | 2                            | 2                            | 4                            | 8                            | 4                            |
| 37                           | Wushu                        | 6                            | 3                            | 2                            | 11                           | 2                            |
| 38                           | Xe đạp                       | 1                            | 1                            | 0                            | 2                            | 4                            |
| Tổng số                      | Tổng số                      | 136                          | 105                          | 114                          | 355                          | 1                            |

### Huy chương theo ngày
| Huy chương theo ngày | Huy chương theo ngày | Huy chương theo ngày | Huy chương theo ngày | Huy chương theo ngày | Huy chương theo ngày | Huy chương theo ngày |
| Thứ                  | Ngày                 | 1                    | 2                    | 3                    | Tổng                 | Hạng                 |
| -------------------- | -------------------- | -------------------- | -------------------- | -------------------- | -------------------- | -------------------- |
| -1                   | 4 tháng 5            | 0                    | 0                    | 3                    | 3                    | 7                    |
| 0                    | 5 tháng 5            | Khai mạc đại hội     | Khai mạc đại hội     | Khai mạc đại hội     | Khai mạc đại hội     | Khai mạc đại hội     |
| 1                    | 6 tháng 5            | 6                    | 11                   | 14                   | 31                   | 3                    |
| 2                    | 7 tháng 5            | 9                    | 8                    | 12                   | 29                   | 2                    |
| 3                    | 8 tháng 5            | 15                   | 10                   | 10                   | 35                   | 1                    |
| 4                    | 9 tháng 5            | 9                    | 10                   | 17                   | 36                   | 2                    |
| 5                    | 10 tháng 5           | 11                   | 11                   | 11                   | 33                   | 1                    |
| 6                    | 11 tháng 5           | 8                    | 7                    | 7                    | 22                   | 2                    |
| 7                    | 12 tháng 5           | 13                   | 11                   | 8                    | 32                   | 1                    |
| 8                    | 13 tháng 5           | 16                   | 11                   | 7                    | 34                   | 2                    |
| 9                    | 14 tháng 5           | 20                   | 13                   | 8                    | 41                   | 1                    |
| 10                   | 15 tháng 5           | 17                   | 8                    | 10                   | 35                   | 1                    |
| 11                   | 16 tháng 5           | 12                   | 5                    | 7                    | 24                   | 3                    |
| Tổng số              | Tổng số              | 136                  | 105                  | 114                  | 355                  | 1                    |

Nguồn:

## Kết quả

### Bi sắt
| Vận động viên                                                               | Nội dung             | Vòng bảng               | Vòng bảng                | Vòng bảng             | Vòng bảng             | Vòng bảng                | Vòng bảng | Bán kết               | Chung kết             | Chung kết |
| Vận động viên                                                               | Nội dung             | Đối thủ Tỷ số           | Đối thủ Tỷ số            | Đối thủ Tỷ số         | Đối thủ Tỷ số         | Đối thủ Tỷ số            | Hạng      | Đối thủ Tỷ số         | Đối thủ Tỷ số         | Hạng      |
| --------------------------------------------------------------------------- | -------------------- | ----------------------- | ------------------------ | --------------------- | --------------------- | ------------------------ | --------- | --------------------- | --------------------- | --------- |
| Nguyễn Văn Hào Em                                                           | Đơn nam              | Sok (CAM) · L 2–13      | Bountamy (LAO) · L 10–12 | Saiful (MAS) · L 6–13 | Julius (PHI) · L 8–11 | Akkrachai (THA) · L 9–13 | 6         | —                     | —                     | —         |
| Thái Thị Hồng Thoa                                                          | Đơn nữ               | Souksada (LAO) · W 12–8 | Yi Hui (SGP) · W 11–6    | —                     | —                     | —                        | 1 Q       | Nur (MAS) · W 13–8    | Sirion (THA) · L 2–13 | 2         |
| Ngô Ron Danh Sà Phanl                                                       | Đôi nam              | Malaysia · W 13–1       | Philippines · W 13–6     | —                     | —                     | —                        | 1 Q       | Thái Lan · L 5–13     | —                     | 3         |
| Trần Lê Lan Anh Kim Thị Thu Thảo                                            | Đôi nữ               | Campuchia · W 13–6      | Lào · L 4–13             | —                     | —                     | —                        | 3         | —                     | —                     | —         |
| Huỳnh Công Tâm Nguyễn Thị Thúy Kiều                                         | Đôi nam nữ           | Campuchia · L 7–11      | Lào · W 13–7             | Malaysia · L 2–13     | Thái Lan · L 5–13     | —                        | 4 Q       | Campuchia · L 6–13    | —                     | 3         |
| Võ Minh Luân Huỳnh Phước Nguyên Huỳnh Thiên Ân Thạch Tuấn Thanh             | Bộ ba nam            | Brunei · W 13–1         | Lào · W 13–10            | Philippines · W 13–0  | —                     | —                        | 1 Q       | Campuchia · L 10–13   | —                     | 3         |
| Nguyễn Thị Cẩm Duyên Trần Thị Diễm Trang Trịnh Thị Kim Thanh Nguyễn Thị Lan | Bộ ba nữ             | Lào · L 9–10            | Malaysia · W 13–0        | —                     | —                     | —                        | 2 Q       | Thái Lan · L 3–13     | —                     | 3         |
| Nguyễn Đình Tân Lý Ngọc Tài Thạch Thị Ánh Lan                               | Bộ ba hai nam một nữ | Lào · L 10–13           | Thái Lan · L 7–13        | —                     | —                     | —                        | 3         | —                     | —                     | —         |
| Thạch Anh Khoa Thạch Pha NaRa Thạch Thị Ngọc Diễm                           | Bộ ba hai nữ một nam | Lào · W 13–10           | Malaysia · L 4–13        | Philippines · W 13–3  | —                     | —                        | 3         | —                     | —                     | —         |
| Nguyễn Văn Dũng                                                             | Kĩ thuật nam         | —                       | —                        | —                     | —                     | —                        | —         | Thong (CAM) · L 25–34 | —                     | 3         |
| Nguyễn Thị Thi                                                              | Kĩ thuật nữ          | —                       | —                        | —                     | —                     | —                        | —         | Oum (CAM) · W 35–26   | Khin (MYA) · L 30–42  | 2         |

### Bóng rổ
| Vận động viên                                                      | Nội dung | Vòng bảng             | Vòng bảng             | Vòng bảng           | Vòng bảng              | Vòng bảng           | Vòng bảng           | Vòng bảng | Bán kết             | Chung kết / Tranh hạng | Chung kết / Tranh hạng |
| Vận động viên                                                      | Nội dung | Đối thủ Tỷ số         | Đối thủ Tỷ số         | Đối thủ Tỷ số       | Đối thủ Tỷ số          | Đối thủ Tỷ số       | Đối thủ Tỷ số       | Hạng      | Đối thủ Tỷ số       | Đối thủ Tỷ số          | Hạng                   |
| ------------------------------------------------------------------ | -------- | --------------------- | --------------------- | ------------------- | ---------------------- | ------------------- | ------------------- | --------- | ------------------- | ---------------------- | ---------------------- |
| Đội tuyển bóng rổ quốc gia nam Việt Nam                            | 5x5 Nam  | Thái Lan · L 63–104   | Lào · W 99–52         | Indonesia · L 82–88 | —                      | —                   | —                   | 3         | —                   | Malaysia · –           |                        |
| Đội tuyển bóng rổ quốc gia nữ Việt Nam                             | 5x5 Nữ   | Indonesia · L 62–67   | Thái Lan · W 75–72    | Malaysia · L 72–76  | Philippines · L 58–116 | Campuchia · W 86–77 | Singapore · W 77–55 | 4         | —                   | —                      | 4                      |
| Nguyễn Huỳnh Phú Vinh Trần Đăng Khoa Võ Kim Bản Young Duong Justin | 3×3 Nam  | Indonesia · W 21–18   | Philippines · L 13–21 | Lào · W 22–11       | —                      | —                   | —                   | 2 Q       | Campuchia · L 19–21 | Thái Lan · L 13–21     | 4                      |
| Trương Thảo My Trương Thảo Vy Huỳnh Thị Ngoan Nguyễn Thị Tiểu Duy  | 3×3 Nữ   | Philippines · W 21–19 | Thái Lan · W 16–13    | Lào · W 22–6        | —                      | —                   | —                   | 1 Q       | Indonesia · W 21–18 | Philippines · W 21–16  | 1                      |

### Bơi lội

#### Nam
| Vận động viên                                                            | Nội dung              | Vòng loại | Vòng loại | Chung kết | Chung kết |
| Vận động viên                                                            | Nội dung              | Kết quả   | Hạng      | Kết quả   | Hạng      |
| ------------------------------------------------------------------------ | --------------------- | --------- | --------- | --------- | --------- |
| Nguyễn Hoàng Khang                                                       | 50 m bơi tự do        | 00:23.850 | 2         | —         | —         |
| Jeremie Loic Nino Lương                                                  | 50 m bơi tự do        | 00:23.200 | 1 Q       | 00:22.840 | 3         |
| Jeremie Loic Nino Lương                                                  | 100 m bơi tự do       | 00:51.440 | 2 Q       | 00:49.690 | 3         |
| Hoàng Quý Phước                                                          | 100 m bơi tự do       | 00:51.690 | 4         | —         | —         |
| Ngô Đình Chuyền                                                          | 200 m bơi tự do       | 01:52.500 | 3 Q       | 01:51.910 | 7         |
| Nguyễn Huy Hoàng                                                         | 200 m bơi tự do       | 01:51.940 | 1 Q       | 01:49.310 | 3         |
| Nguyễn Huy Hoàng                                                         | 400 m bơi tự do       | 03:57.000 | 1 Q       | 03:49.500 | 1         |
| Đỗ Ngọc Vinh                                                             | 400 m bơi tự do       | 03:59.510 | 2 Q       | 03:56.260 | 4         |
| Nguyễn Hữu Kim Sơn                                                       | 1500 m bơi tự do      | —         | —         | 15:35.210 | 2         |
| Nguyễn Huy Hoàng                                                         | 1500 m bơi tự do      | —         | —         | 15:11.240 | 1         |
| Mai Trần Tuấn Anh                                                        | 50 m bơi ngửa         | 00:27.250 | 5         | —         | —         |
| Mai Trần Tuấn Anh                                                        | 100 m bơi ngửa        | 00:58.190 | 5 Q       | 00:57.640 | 7         |
| Cao Văn Dũng                                                             | 100 m bơi ngửa        | 00:57.970 | 3 Q       | 00:57.200 | 6         |
| Cao Văn Dũng                                                             | 200 m bơi ngửa        | 02:09.060 | 3 Q       | 02:02.860 | 4         |
| Trần Hưng Nguyên                                                         | 200 m bơi ngửa        | 02:06.990 | 1 Q       | 02:01.340 | 2         |
| Lê Trọng Phúc                                                            | 50 m bơi ếch          | 00:30.500 | 6         | —         | —         |
| Phạm Thanh Bảo                                                           | 50 m bơi ếch          | 00:28.540 | 1 Q       | 00:28.390 | 5         |
| Phạm Thanh Bảo                                                           | 100 m bơi ếch         | 01:02.720 | 2 Q       | 01:00.970 | 1         |
| Lê Thành Được                                                            | 100 m bơi ếch         | 01:05.010 | 5         | —         | —         |
| Lê Thành Được                                                            | 200 m bơi ếch         | 02:20.260 | 2 Q       | 02:18.220 | 6         |
| Phạm Thanh Bảo                                                           | 200 m bơi ếch         | 02:18.480 | 1 Q       | 02:11.450 | 1         |
| Jeremie Loic Nino Lương                                                  | 50 m bơi bướm         | 00:24.330 | 3 Q       | 00:24.360 | 6         |
| Nguyễn Hoàng Khang                                                       | 50 m bơi bướm         | 00:24.210 | 2 Q       | 00:23.980 | 4         |
| Nguyễn Viết Tường                                                        | 100 m bơi bướm        | 00:55.900 | 6         | —         | —         |
| Hồ Nguyễn Duy Khoa                                                       | 100 m bơi bướm        | 00:55.440 | 5         | —         | —         |
| Hồ Nguyễn Duy Khoa                                                       | 200 m bơi bướm        | 02:05.390 | 3 Q       | 02:00.600 | 3         |
| Nguyễn Huy Hoàng                                                         | 200 m bơi bướm        | 02:05.380 | 2 Q       | 02:01.280 | 4         |
| Trần Hưng Nguyên                                                         | 200 m bơi hỗn hợp     | 02:07.180 | 1 Q       | 02:01.280 | 1         |
| Nguyễn Quang Thuấn                                                       | 200 m bơi hỗn hợp     | 02:05.950 | 2 Q       | 02:03.150 | 4         |
| Nguyễn Quang Thuấn                                                       | 400 m bơi hỗn hợp     | —         | —         | 04:21.030 | 2         |
| Trần Hưng Nguyên                                                         | 400 m bơi hỗn hợp     | —         | —         | 04:19.120 | 1         |
| Jeremie Loic Nino Lương Hoàng Quý Phước Phạm Thanh Bảo Cao Văn Dũng      | 4 x 100 m bơi hỗn hợp | —         | —         | 03:41.980 | 4         |
| Ngô Đình Chuyền Trần Hưng Nguyên Jeremie Loic Nino Lương Hoàng Quý Phước | 4 x 100 m bơi tự do   | —         | —         | 03:21.090 | 3         |
| Trần Hưng Nguyên Nguyễn Hữu Kim Sơn Nguyễn Huy Hoàng Hoàng Quý Phước     | 4 x 200 m bơi tự do   | —         | —         | 07:18.510 | 1         |

#### Nữ
| Vận động viên                                             | Nội dung              | Vòng loại | Vòng loại | Chung kết    | Chung kết |
| Vận động viên                                             | Nội dung              | Kết quả   | Hạng      | Kết quả      | Hạng      |
| --------------------------------------------------------- | --------------------- | --------- | --------- | ------------ | --------- |
| Nguyễn Thúy Hiền                                          | 50 m bơi tự do        | 00:26.700 | 5 Q       | 00:26.270    | 7         |
| Phạm Thị Vân                                              | 50 m bơi tự do        | 00:26.490 | 3 Q       | 00:26.130    | 6         |
| Phạm Thị Vân                                              | 100 m bơi tự do       | 00:58.340 | 2 Q       | 00:57.050    | 4         |
| Nguyễn Thúy Hiền                                          | 100 m bơi tự do       | 00:56.880 | 1 Q       | 00:56.420    | 3         |
| Nguyễn Thúy Hiền                                          | 200 m bơi tự do       | 02:07.340 | 2 Q       | 02:07.170    | 6         |
| Võ Thị Mỹ Tiên                                            | 400 m bơi tự do       | 04:27.740 | 2 Q       | 04:21.790    | 4         |
| Lê Thu Thủy                                               | 400 m bơi tự do       | 04:33.320 | 3 Q       | 04:32.970    | 7         |
| Lê Thu Thủy                                               | 800 m bơi tự do       | —         | —         | 09:27.520    | 7         |
| Võ Thị Mỹ Tiên                                            | 800 m bơi tự do       | —         | —         | 08:56.620    | 3         |
| Phạm Thị Vân                                              | 50 m bơi ngửa         | 00:30.980 | 6         | —            | —         |
| Lê Quỳnh Như                                              | 50 m bơi ngửa         | 00:30.950 | 5         | —            | —         |
| Lê Quỳnh Như                                              | 100 m bơi ngửa        | 01:09.050 | 5         | —            | —         |
| Nguyễn Thúy Hiền                                          | 50 m bơi ếch          | 00:33.110 | 3 Q       | 00:32.700    | 6         |
| Nguyễn Thúy Hiền                                          | 50 m bơi bướm         | 00:28.410 | 5 Q       | 00:28.240    | 7         |
| Phạm Thị Vân                                              | 50 m bơi bướm         | 00:28.000 | 4 Q       | 00:27.690    | 6         |
| Phạm Thị Vân                                              | 100 m bơi bướm        | 01:03.730 | 4         | —            | —         |
| Võ Thị Mỹ Tiên                                            | 200 m bơi bướm        | —         | —         | 02:18.180    | 5         |
| Lê Quỳnh Như Võ Thị Mỹ Tiên Phạm Thị Vân Nguyễn Thúy Hiền | 4 x 100 m bơi hỗn hợp | —         | —         | 04:24.330    | 5         |
| Lê Quỳnh Như Võ Thị Mỹ Tiên Phạm Thị Vân Nguyễn Thúy Hiền | 4 x 100 m bơi tự do   | —         | —         | 03:23.090 DQ | 8         |
| Lê Thu Thủy Võ Thị Mỹ Tiên Phạm Thị Vân Nguyễn Thúy Hiền  | 4 x 200 m bơi tự do   | —         | —         | 08:27.220    | 4         |

#### Hỗn hợp
| Vận động viên                                               | Nội dung           | Vòng loại | Vòng loại | Chung kết | Chung kết |
| Vận động viên                                               | Nội dung           | Kết quả   | Hạng      | Kết quả   | Hạng      |
| ----------------------------------------------------------- | ------------------ | --------- | --------- | --------- | --------- |
| Lê Quỳnh Như Võ Thị Mỹ Tiên Lê Trọng Phúc Nguyễn Viết Tường | 4 x 100 m tiếp sức | —         | —         | 04:06.420 | 6         |

### Cầu lông

#### Nam
| Vận động viên                                                                                               | Nội dung     | Vòng 32       | Vòng 16                                 | Tứ kết                                                                                     | Bán kết       | Chung kết / Tranh hạng ba | Chung kết / Tranh hạng ba |
| Vận động viên                                                                                               | Nội dung     | Đối thủ Tỷ số | Đối thủ Tỷ số                           | Đối thủ Tỷ số                                                                              | Đối thủ Tỷ số | Đối thủ Tỷ số             | Hạng                      |
| --- | ------------ | ------------- | --------------------------------------- | ------------------------------------------------------------------------------------------ | ------------- | ------------------------- | ------------------------- |
| Lê Đức Phát                                                                                                 | Đơn nam      | bye           | Vannthoun (CAM) · W 2–0 (21–10, 21–7)   | Chico (INA) · L 0–2 (6–21, 18–21)                                                          | —             | —                         | —                         |
| Nguyễn Hải Đăng                                                                                             | Đơn nam      | bye           | Mourinho (TLS) · W 2–0 (21–8, 21–6)     | Christian (INA) · L 0–2 (11–21, 14–21)                                                     | —             | —                         | —                         |
| Nguyễn Xuân Hùng Phạm Văn Hải                                                                               | Đôi nam      | —             | Indonesia · L 1–2 (21–18, 18–21, 15–21) | —                                                                                          | —             | —                         | —                         |
| Nguyễn Đình Hoàng Trần Đình Mạnh                                                                            | Đôi nam      | —             | Malaysia · L 1–2 (21–19, 12–21, 18–21)  | —                                                                                          | —             | —                         | —                         |
| Lê Đức Phát Nguyễn Đình Hoàng Nguyễn Hải Đăng Nguyễn Tiến Tuấn Nguyễn Xuân Hưng Phạm Văn Hải Trần Đình Mạnh | Đồng đội nam | —             | —                                       | Malaysia · L 1–3 · (14–21, 16–21) · (19–21, 14–21) · (21–13, 16–21, 21–7) · (14–21, 18–21) | —             | —                         | —                         |

#### Nữ
| Vận động viên                                                                                       | Nội dung    | Vòng 16                            | Tứ kết                                                                      | Bán kết       | Chung kết / Tranh hạng ba | Chung kết / Tranh hạng ba |
| Vận động viên                                                                                       | Nội dung    | Đối thủ Tỷ số                      | Đối thủ Tỷ số                                                               | Đối thủ Tỷ số | Đối thủ Tỷ số             | Hạng                      |
| --------------------------------------------------------------------------------------------------- | ----------- | ---------------------------------- | --------------------------------------------------------------------------- | ------------- | ------------------------- | ------------------------- |
| Vũ Thị Trang                                                                                        | Đơn nữ      | Carlos (PHI) · W 2–0 (21–3, 21–16) | Lalinrat (THA) · L 0–2 (18–21, 17–21)                                       | —             | —                         | —                         |
| Nguyễn Thùy Linh                                                                                    | Đơn nữ      | Thet (MYA) · W 2–0 (21–13, 21–17)  | Ester (INA) · L 1–2 (8–21, 21–14, 17–21)                                    | —             | —                         | —                         |
| Thân Vân Anh Vũ Thị Anh Thư                                                                         | Đôi nữ      | Malaysia · L 0–2 (17–21, 13–21)    | —                                                                           | —             | —                         | —                         |
| Đinh Thị Phương Hồng Phạm Thị Khánh                                                                 | Đôi nữ      | Malaysia · L 0–2 (19–21, 15–21)    | —                                                                           | —             | —                         | —                         |
| Nguyễn Thùy Linh Vũ Thị Trang Đinh Thị Phương Hồng Phạm Thị Khánh Trần Thị Phương Thuý Thân Vân Anh | Đồng đội nữ | —                                  | Singapore · L 0–3 · (20–22, 18–21) · (21–16, 13–21, 20–22) · (14–21, 19–21) | —             | —                         | —                         |

#### Hỗn hợp
| Vận động viên                       | Nội dung   | Vòng 16                            | Tứ kết        | Bán kết       | Chung kết / Tranh hạng ba | Chung kết / Tranh hạng ba |
| Vận động viên                       | Nội dung   | Đối thủ Tỷ số                      | Đối thủ Tỷ số | Đối thủ Tỷ số | Đối thủ Tỷ số             | Hạng                      |
| ----------------------------------- | ---------- | ---------------------------------- | ------------- | ------------- | ------------------------- | ------------------------- |
| Trần Đình Mạnh Đinh Thị Phương Hồng | Đôi nam nữ | Thái Lan · L 0–2 (18–21, 19–21)    | —             | —             | —                         | —                         |
| Phạm Văn Hải Thân Vân Anh           | Đôi nam nữ | Philippines · L 0–2 (15–21, 16–21) | —             | —             | —                         | —                         |

### Cờ Ốc

#### Cá nhân
| Vận động viên       | Nội dung              | Vòng bảng                     | Vòng bảng                 | Vòng bảng                | Vòng bảng                    | Vòng bảng                 | Vòng bảng                   | Vòng bảng | Bán kết                           | Chung kết             | Chung kết |
| Vận động viên       | Nội dung              | Đối thủ Tỷ số                 | Đối thủ Tỷ số             | Đối thủ Tỷ số            | Đối thủ Tỷ số                | Đối thủ Tỷ số             | Đối thủ Tỷ số               | Hạng      | Đối thủ Tỷ số                     | Đối thủ Tỷ số         | Hạng      |
| ------------------- | --------------------- | ----------------------------- | ------------------------- | ------------------------ | ---------------------------- | ------------------------- | --------------------------- | --------- | --------------------------------- | --------------------- | --------- |
| Nguyễn Quang Trung  | Đơn cờ nhanh nam      | Inthanouphet (LAO) · W 1–0    | Lin (MYA) · W 1–0         | Limheng (CAM) · L 0–1    | Gatos (PHI) · W 1–0          | Khumnorkaew (THA) · W 1–0 | —                           | 2         | Chanphanit (CAM) · W 1–0          | Limheng (CAM) · L 0–1 | 2         |
| Hoàng Nam Thắng     | Đơn cờ nhanh nam      | Senglek (LAO) · W 1–0         | Naing (MYA) · W 1–0       | Chanphanit (CAM) · L 0–1 | Angelo (PHI) · W 1–0         | Kaewfainok (THA) · W 1–0  | —                           | 2         | Limheng (CAM) · L 0–1             | —                     | 3         |
| Võ Thành Ninh       | Đơn cờ tiêu chuẩn nam | Arunnuntapanich (THA) · W 1–0 | Naing (MYA) · W 1–0       | Wen (MAS) · W 1–0        | Yang (LAO) · W 1–0           | Kakada (CAM) · W 1–0      | —                           | 1         | Saeheng (THA) · L 0–1             | —                     | 3         |
| Bảo Khoa            | Đơn cờ tiêu chuẩn nam | Saeheng (THA) · L 0–1         | Htun (MYA) · W 1–0        | Torre (PHI) · W 1–0      | Inthanouphet (LAO) · W 1–0   | Bora (CAM) · W 1–0        | —                           | 1         | Kakada (CAM) · L 0–1              | —                     | 3         |
| Đoàn Thị Hồng Nhung | Đơn cờ tiêu chuẩn nữ  | Mendoza (PHI) · L 0–1         | Phonesavanh (LAO) · W 1–0 | Khaing (MYA) · W 1–0     | Sokratha (CAM) · W 1–0       | Aminuddin (MAS) · W 1–0   | Chuemsakul (THA) · W 1–0    | 1         | Vũ Thị Diệu Uyên (VIE) · W 1–0    | Mendoza (PHI) · W 1–0 | 1         |
| Vũ Thị Diệu Uyên    | Đơn cờ tiêu chuẩn nữ  | Narciso (PHI) · W 1–0         | Maly (LAO) · W 1–0        | Hlaing (MYA) · W 1–0     | Khemrareaksmey (CAM) · W 1–0 | Tien (MAS) · W 1–0        | Sukpancharoen (THA) · W 1–0 | 1         | Đoàn Thị Hồng Nhung (VIE) · L 0–1 | —                     | 3         |

#### Đồng đội
| Vận động viên                                       | Nội dung                         | Vòng bảng           | Vòng bảng           | Vòng bảng             | Vòng bảng           | Vòng bảng            | Vòng bảng       | Vòng bảng | HC |
| Vận động viên                                       | Nội dung                         | Đối thủ Tỷ số       | Đối thủ Tỷ số       | Đối thủ Tỷ số         | Đối thủ Tỷ số       | Đối thủ Tỷ số        | Đối thủ Tỷ số   | Hạng      | HC |
| --------------------------------------------------- | -------------------------------- | ------------------- | ------------------- | --------------------- | ------------------- | -------------------- | --------------- | --------- | -- |
| Nguyễn Quang Trung Phan Trọng Bình                  | Đôi cờ tiêu chuẩn nam            | Campuchia · L 0–1   | Philippines · L 0–1 | Lào · W 1–0           | Thái Lan · L 0–1    | Malaysia · D 0.5–0.5 | Myanmar · W 1–0 | 4         | 3  |
| Hoàng Nam Thắng Trần Quốc Dũng Dương Thế Anh        | Cờ tiêu chuẩn nam nhóm ba người  | Philippines · W 1–0 | Campuchia · L 0–1   | Thái Lan · L 0–1      | Myanmar · D 0.5–0.5 | Malaysia · W 1–0     | —               | 4         | 3  |
| Bảo Khoa Dương Thế Anh Trần Quốc Dũng Võ Thành Ninh | Cờ tiêu chuẩn nam nhóm bốn người | Philippines · W 1–0 | Myanmar · W 1–0     | Campuchia · D 0.5–0.5 | Thái Lan · L 0–1    | —                    | —               | 2         | 3  |
| Phạm Thanh Phương Thảo Tôn Nữ Hồng Ân               | Đôi cờ tiêu chuẩn nữ             | Campuchia · W 2–0   | Myanmar · W 1–0     | Malaysia · W 1–0      | Thái Lan · W 1–0    | Philippines · W 1–0  | Lào · W 1–0     | 1         | 1  |

### Điền kinh

#### Nam
| Vận động viên                                                 | Nội dung               | Vòng loại | Vòng loại | Chung kết | Chung kết |
| Vận động viên                                                 | Nội dung               | Kết quả   | Hạng      | Kết quả   | Hạng      |
| ------------------------------------------------------------- | ---------------------- | --------- | --------- | --------- | --------- |
| Ngần Ngọc Nghĩa                                               | 100m                   | 00:10.470 | 2 Q       | 00:10.460 | 5         |
| Ngần Ngọc Nghĩa                                               | 200 m                  | 00:20.850 | 2 Q       | 00:20.840 | 2         |
| Trần Nhật Hoàng                                               | 400 m                  | 00:47.680 | 2 Q       | 00:48.260 | 6         |
| Trần Đình Sơn                                                 | 400 m                  | 00:47.430 | 4 Q       | 01:01.200 | 8         |
| Giang Văn Dũng                                                | 800 m                  | 01:54.210 | 2 Q       | 01:54.980 | 5         |
| Lương Đức Phước                                               | 800 m                  | 01:53.080 | 2 Q       | 01:53.340 | 2         |
| Lương Đức Phước                                               | 1500 m                 | —         | —         | 03:59.310 | 2         |
| Giang Văn Dũng                                                | 1500 m                 | —         | —         | 04:05.410 | 8         |
| Lê Văn Thao                                                   | 5000 m                 | —         | —         | 15:37.410 | 11        |
| Đỗ Quốc Luật                                                  | 5000 m                 | —         | —         | 15:17.190 | 9         |
| Đỗ Quốc Luật                                                  | 10000 m                | —         | —         | 32:36.320 | 6         |
| Nguyễn Quốc Anh                                               | 10000 m                | —         | —         | 35:05.440 | 13        |
| Nguyễn Trung Cường                                            | 3000 m chướng ngại vật | —         | —         | 08:51.990 | 1         |
| Lê Tiến Long                                                  | 3000 m chướng ngại vật | —         | —         | 08:53.620 | 2         |
| Phan Thanh Bình                                               | Ném đĩa                | —         | —         | 48.4200   | 4         |
| Nguyễn Hoài Văn                                               | Ném lao                | —         | —         | 69.5500   | 2         |
| Phan Thanh Bình                                               | Đẩy tạ                 | —         | —         | 17.3900   | 2         |
| Vũ Đức Anh                                                    | Nhảy cao               | —         | —         | 2.1700    | 2         |
| Nguyễn Tiến Trọng                                             | Nhảy xa                | —         | —         | 7.6600    | 2         |
| Phạm Văn Nghĩa                                                | Nhảy xa                | —         | —         | 7.5200    | 5         |
| Trần Văn Diện                                                 | Nhảy ba bước           | —         | —         | 15.6100   | 5         |
| Nguyễn Thượng Đức                                             | Nhảy ba bước           | —         | —         | 15.6600   | 4         |
| Trịnh Quốc Lượng                                              | Marathon               | —         | —         | 02:41:36  | 6         |
| Hoàng Nguyên Thanh                                            | Marathon               | —         | —         | 02:35:49  | 3         |
| Nguyễn Thành Ngưng                                            | 20 km đi bộ            | —         | —         | 01:45.36  | 2         |
| Võ Xuân Vĩnh                                                  | 20 km đi bộ            | —         | —         | 01:56.15  | 6         |
| Quách Công Lịch Trần Đình Sơn Trần Nhật Hoàng Nguyễn Tùng Lâm | 4 x 400 m tiếp sức     | —         | —         | 03:09.650 | 4         |

#### Nữ
| Vận động viên                                                        | Nội dung               | Vòng loại | Vòng loại | Chung kết | Chung kết |
| Vận động viên                                                        | Nội dung               | Kết quả   | Hạng      | Kết quả   | Hạng      |
| -------------------------------------------------------------------- | ---------------------- | --------- | --------- | --------- | --------- |
| Hoàng Dư Ý                                                           | 100 m                  | 00:11.730 | 4 Q       | 00:11.850 | 5         |
| Trần Thị Nhi Yến                                                     | 100 m                  | 00:11.710 | 2 Q       | 00:11.750 | 3         |
| Trần Thị Nhi Yến                                                     | 200 m                  | 00:25.730 | 4 Q       | 00:23.540 | 2         |
| Kha Thanh Trúc                                                       | 200 m                  | 00:24.150 | 4 Q       | 00:24.480 | 7         |
| Nguyễn Thị Huyền                                                     | 400 m                  | —         | —         | 00:53.270 | 2         |
| Nguyễn Thị Hằng                                                      | 400 m                  | —         | —         | 00:53.840 | 3         |
| Nguyễn Thị Thu Hà                                                    | 800 m                  | —         | —         | 02:08.550 | 1         |
| Bùi Thị Ngân                                                         | 800 m                  | —         | —         | 02:08.960 | 2         |
| Bùi Thị Ngân                                                         | 1500 m                 | —         | —         | 04:24.570 | 2         |
| Nguyễn Thị Oanh                                                      | 1500 m                 | —         | —         | 04:16.850 | 1         |
| Nguyễn Thị Oanh                                                      | 5000 m                 | —         | —         | 17:00.330 | 1         |
| Phạm Thị Hồng Lệ                                                     | 5000 m                 | —         | —         | 17:06.720 | 2         |
| Phạm Thị Hồng Lệ                                                     | 10000 m                | —         | —         | 35:21.090 | 2         |
| Nguyễn Thị Oanh                                                      | 10000 m                | —         | —         | 35:11.530 | 1         |
| Bùi Thị Nguyên                                                       | 100 m vượt rào         | 00:13.500 | 1 Q       | 00:13.520 | 2         |
| Huỳnh Thị Mỹ Tiên                                                    | 100 m vượt rào         | 00:13.460 | 1 Q       | 00:13.500 | 1         |
| Nguyễn Thị Huyền                                                     | 400 m vượt rào         | —         | —         | 00:56.290 | 1         |
| Nguyễn Thị Ngọc                                                      | 400 m vượt rào         | —         | —         | 00:59.090 | 3         |
| Nguyễn Thị Oanh                                                      | 3000 m chướng ngại vật | —         | —         | 10:34.370 | 1         |
| Nguyễn Thị Hương                                                     | 3000 m chướng ngại vật | —         | —         | 11:00.850 | 3         |
| Lê Thị Cẩm Dung                                                      | Ném đĩa                | —         | —         | 45.0800   | 3         |
| Phạm Thị Diểm                                                        | Nhảy cao               | —         | —         | 1.7700    | 2         |
| Nguyễn Thanh Vy                                                      | Nhảy cao               | —         | —         | 1.6900    | 4         |
| Bùi Thị Loan                                                         | Nhảy xa                | —         | —         | 6.0200    | 3         |
| Bùi Thị Thu Thảo                                                     | Nhảy xa                | —         | —         | 6.1300    | 2         |
| Nguyễn Thị Hường                                                     | Nhảy ba bước           | —         | —         | 13.4600   | 3         |
| Lê Thị Tuyết                                                         | Marathon               | —         | —         | 02:49:21  | 2         |
| Nguyễn Thị Ninh                                                      | Marathon               | —         | —         | 03:46.44  | 8         |
| Nguyễn Thị Thanh Phúc                                                | 20 km đi bộ            | —         | —         | 01:55.02  | 1         |
| Nguyễn Thị Vân                                                       | 20 km đi bộ            | —         | —         | 02:15.22  | 6         |
| Hoàng Dư Ý Kha Thanh Trúc Huỳnh Thị Mỹ Tiên Lê Tú Chinh              | 4 x 100 m tiếp sức     | —         | —         | 00:44.510 | 2         |
| Nguyễn Thị Huyền Nguyễn Thị Hằng Nguyễn Thị Ngọc Hoàng Thị Minh Hạnh | 4 x 400 m tiếp sức     | —         | —         | 03:33.050 | 1         |
| Nguyễn Linh Na                                                       | 7 môn phối hợp         | —         | —         | 5403      | 1         |
| Hoàng Thanh Giang                                                    | 7 môn phối hợp         | —         | —         | 5163      | 4         |

#### Hỗn hợp
| Vận động viên                                                  | Nội dung           | Vòng loại | Vòng loại | Chung kết | Chung kết |
| Vận động viên                                                  | Nội dung           | Kết quả   | Hạng      | Kết quả   | Hạng      |
| -------------------------------------------------------------- | ------------------ | --------- | --------- | --------- | --------- |
| Trần Đình Sơn Trần Nhật Hoàng Nguyễn Thị Hằng Nguyễn Thị Huyền | 4 x 400 m tiếp sức | —         | —         | 03:21.270 | 1         |

### Karate

#### Kumite
| Vận động viên                                                                                        | Nội dung | Vòng 1/16       | Vòng 1/8               | Bán kết                      | Chung kết / Repechage      | Chung kết / Repechage |
| Vận động viên                                                                                        | Nội dung | Đối thủ Kết quả | Đối thủ Kết quả        | Đối thủ Kết quả              | Đối thủ Kết quả            | Hạng                  |
| --- | -------- | --------------- | ---------------------- | ---------------------------- | -------------------------- | --------------------- |
| Nam                                                                                                  |          |                 |                        |                              |                            |                       |
| Trần Văn Vũ                                                                                          | - 55 kg  | —               | Chanphet (THA) · L 0–2 | —                            | Tep (CAM) · W 1–0          | 3                     |
| Chu Văn Đức                                                                                          | - 60 kg  | bye             | Bounna (LAO) · W 9–1   | Sankar (MAS) · L 0–10        | Muekthong (THA) · W 2–1    | 3                     |
| Đỗ Thanh Nhân                                                                                        | - 84 kg  | —               | Malik (MAS) · L 2–3    | —                            | —                          | —                     |
| Trần Lê Tấn Đạt                                                                                      | + 84 kg  | —               | bye                    | Peng (CAM) · L 0–8           | —                          | 3                     |
| Chu Văn Đức Đỗ Mạnh Hùng Ðỗ Thanh Nhân Lò Văn Biển Nguyễn Viết Ngọc Hiệp Trần Lê Tấn Đạt Võ Văn Hiền | Đồng đội | —               | bye                    | Indonesia · W 3–1            | Malaysia · W 3–2           | 1                     |
| Nữ                                                                                                   |          |                 |                        |                              |                            |                       |
| Nguyễn Thị Thu                                                                                       | - 50 kg  | —               | bye                    | Tsukii (PHI) · L 1–1         | —                          | 3                     |
| Hoàng Thị Mỹ Tâm                                                                                     | - 55 kg  | —               | bye                    | Chokprasertgul (THA) · W 2–1 | Sanistyarani (INA) · W 4–3 | 1                     |
| Nguyễn Thị Ngoan                                                                                     | - 61 kg  | —               | Lim (PHI) · L 0–5      | —                            | Azli (MAS) · W 9–1         | 3                     |
| Đinh Thị Hương                                                                                       | - 68 kg  | —               | bye                    | Zefanya (INA) · W 5–3        | Misu (PHI) · W 7–4         | 1                     |
| Đinh Thị Hương Hoàng Thị Mỹ Tâm Nguyễn Thị Ngoan Trương Thị Thương                                   | Đồng đội | —               | Campuchia · W 2–0      | Indonesia · W 2–1            | Philippines · W 2–0        | 1                     |

#### Kata
| Vận động viên                                       | Nội dung | Vòng 1  | Vòng 1 | Chung kết / Tranh hạng ba   | Chung kết / Tranh hạng ba |
|                                                     |          | Kết quả | Hạng   | Đối thủ Kết quả             | Hạng                      |
| --------------------------------------------------- | -------- | ------- | ------ | --------------------------- | ------------------------- |
| Nam                                                 |          |         |        |                             |                           |
| Phạm Minh Đức                                       | Cá nhân  | 40.0000 | 2 Q    | Johar (BRU) · W 38.7–37.1   | 3                         |
| Lê Hồng Phúc Phạm Minh Đức Giang Việt Anh           | Đồng đội | 40.1000 | 1 Q    | Indonesia · W 41.0–40.8     | 1                         |
| Nữ                                                  |          |         |        |                             |                           |
| Nguyễn Thị Phương                                   | Cá nhân  | 40.3000 | 1 Q    | Alforte (PHI) · L 40.2–40.8 | 2                         |
| Nguyễn Thị Phương Lưu Thị Thu Uyên Nguyễn Ngọc Trâm | Đồng đội | 40,7000 | 1 Q    | Indonesia · W 41.4–39.7     | 1                         |

### Quyền Anh
| Vận động viên          | Nội dung  | Vòng loại              | Bán kết                    | Chung kết             | Hạng |
| ---------------------- | --------- | ---------------------- | -------------------------- | --------------------- | ---- |
| Nguyễn Linh Phụng      | 48 kg nam | Vichith (CAM) · W RSC  | Thuamcharoen (THA) · L 0–5 | —                     | 3    |
| Trần Văn An            | 54 kg nam | Khammy (LAO) · W 5–0   | Suguro (INA) · L 0–5       | —                     | 3    |
| Nguyễn Văn Đương       | 57 kg nam | Bautista (PHI) · L RSC | —                          | —                     | —    |
| Vũ Thành Đạt           | 60 kg nam | Bascon (PHI) · L 1–4   | —                          | —                     | —    |
| Trần Đức Thọ           | 67 kg nam | Sinsiri (THA) · L 0–5  | —                          | —                     | —    |
| Bùi Phước Tùng         | 71 kg nam | —                      | Mouzinho (TLS) · W 4–1     | Phoemsap (THA) · W KO | 1    |
| Nguyễn Mạnh Cường      | 92 kg nam | —                      | Tongco (PHI) · W RSC       | Abdulla (CAM) · L 0–5 | 2    |
| Nguyễn Thị Tâm         | 54 kg nữ  | Jitpong (THA) · L RSC  | —                          | —                     | —    |
| Hà Thị Linh            | 63 kg nữ  | —                      | Nyein (MYA) · W 5–0        | Pasuit (PHI) · W 5–0  | 1    |
| Nguyễn Thị Phương Hoài | 75 kg nữ  | —                      | Manikon (THA) · L 0–5      | —                     | 3    |